# یاسر پورتوندو
یاسر پورتوندو (به انگلیسی: Yasser Portuondo) متولد ۲ فوریه ۱۹۸۳ بازیکن سابق تیم ملی والیبال مردان کوبا است.
او بهترین دریافت کننده مسابقات پان آمریکا در سال ۲۰۰۳ شد.
یاسر سابقه حضور در باشگاه والیبال زسکا صوفیه و باشگاه والیبال شهرداری ارومیه را دارد.